# (1892) Lucienne
(1892) Lucienne – planetoida z pasa głównego asteroid okrążająca Słońce w ciągu 3 lat i 316 dni w średniej odległości 2,46 j.a. Została odkryta 16 września 1971 roku w Observatorium Zimmerwald w Szwajcarii przez Paula Wilda. Nazwa planetoidy pochodzi od Lucienne Divan, francuskiej astrofizyk. Przed nadaniem nazwy planetoida nosiła oznaczenie tymczasowe (1892) 1971 SD.